# Kroymans Corporation
Kroymans Corporation was een Nederlands bedrijf met dochtermaatschappijen in verschillende West-Europese landen. Kroymans verricht verschillende activiteiten die aan auto's gerelateerd zijn. Het bedrijf heeft als zodanig bestaan van 2001-2009.
De organisatie is opgericht in 2001 maar heeft een geschiedenis die teruggaat tot 1844. In dat jaar werd de handelsmaatschappij van R.S. Stokvis opgericht in Rotterdam. In 1881 ontstond in Amsterdam de Amsterdamse Rijtuigmaatschappij (A.R.M.) en 1902 de werkplaats van Kroymans Instruments. Kroymans nam in 2000 de gefuseerde maatschappij Stokvis-A.R.M. over.
Kroymans was de moedermaatschappij van ongeveer 150 ondernemingen. Het bedrijf bestond uit vier divisies:
- Parts Divisie, auto-onderdelen,
- Import Divisie, import van auto's,
- Financial Services Divisie, leasen, verzekeren en financieringen
- Retail Divisie, dealerbedrijven, schadeherstel en autoverhuur

Kroymans Corporation is een particuliere onderneming die voor 100% eigendom is van Frits Kroymans. Er waren rond de 3800 medewerkers werkzaam en de omzet lag rond de 2 miljard euro.
Kroymans Corporation heeft op 20 maart 2009 surseance van betaling aangevraagd en verkregen.

Op 31 maart 2009 is Autobedrijf Kroymans, inclusief drie dochterondernemingen, failliet verklaard. Het faillissement van Kroymans Corporation heeft geen nadelig effect voor de Financial Services divisie.

## Parts-divisie
Bestaat uit activiteiten die zich begeven op het gebied van import en distributie van auto-onderdelen. Ondernemingen die tot deze divisie behoren zijn onder meer Van Heck, Lasaulec (retail) en Stertil-Koni hefbruggen. De activiteiten bevinden zich in de landen Nederland, België, Frankrijk, Groot-Brittannië en Duitsland.

## Financial Services divisie
Bestaat uit een drietal onderdelen te weten:
Acquisitie:
- Universele operationele leasing van personenauto's
- A.R.M. Autoleasing, J&T Autolease en J&T Autolease België

Internet:
- Universele operationele leasing van personenauto's
- DirectLease.nl, Directlease.be en Directlease.de
- Directauto.nl

Intermediair:
- Verzekeren, leasen en financieren
- Saab Lease Nederland, Kia Lease Nederland, Alfa Romeo Lease Nederland, Executive Financial Services, Armac Finance, Kroymans Assuradeuren en Armac Assurantiën.

## Importdivisie
De importdivisie bestaat uit een zeer divers aantal automerken. De importactiviteiten zijn voornamelijk geconcentreerd in Nederland met de merken: Saab, Kia, Alfa Romeo, Aston Martin & Maserati/Ferrari als aangewezen fabrieksdealer. In Nederland & België SsangYong en in 27 landen in West-Europa Cadillac, Corvette & Hummer. Vanaf 1 januari 2008 maakt Jaguar Import Nederland weer onderdeel van Kroymans Corporation uit.

## Retaildivisie
De retaildivisie bevond zich in drie landen. Nederland, België en Duitsland. De retaildivisie kenmerkte zich door het openen van multimerkdealers. Deze dealervestigingen hadden meerdere merken in de showroom. In Nederland waren 32 dealerbedrijven actief binnen de groep met voornamelijk auto's van de importmerken. Daarnaast was een cluster van Ford- en Opelbedrijven in het Zuiden van Nederland. In België waren de dealers voornamelijk geconcentreerd rond Brussel. In Duitsland voerde Kroymans de retailstrategie uit door soms tot wel 12 verschillende merken onder één dak te brengen. In Berlijn is een dealervestiging geopend van 6.500 m² met acht automerken. Alle vestigingen in Duitsland opereerden onder de naam Kroymans, aangevuld met de naam van de vestigingsplaats. In Duitsland waren rond de 20 vestigingen actief.
Verder was Kroymans Corporation nog actief met de activiteiten autoverhuur, National Autoverhuur, en autoschadeherstel, Perfekta Autoschade.

## Citadel Enterprises
Naast Kroymans Corporation is Frits Kroymans nog actief met de investeringsmaatschappij Citadel Enterprises. Deze onderneming heeft onder een vertegenwoordiging voor de verkoop van landbouw- en industriemachines waaronder de merken Liebherr en John Deere.
Na het faillissement van Kroymans Corporation heeft Citadel Enterprises een aantal onderdelen van Kroymans Corporation overgenomen, inclusief de schulden. Het betrof vooral de onderdelen die werkzaam zijn in onderdelen en automaterialen. Het agentschap voor Cadillac, Corvette en Hummer, alsmede Kroymans' andere auto-importeurs en showrooms, zijn failliet.

## Trivia
Frits Kroymans reed graag in dure Ferrari's.
Ook verzamelde Frits Kroymans Ferrari's. Deze bleken echter niet zijn eigendom te zijn maar via een ingewikkelde lease-constructie bij een van zijn eigen bedrijven te zijn ondergebracht. Hij hield ook van auto-racen, zo had hij o.a. een Ferrari Formule 1-auto, en was een vriend van Prins Bernhard.